# Dirk Bublies
Dirk Bublies (* 29. Februar 1968 in Berlin) ist ein deutscher Synchronsprecher und Schauspieler sowie Hörspielsprecher.

## Leben
Dirk Bublies hat zunächst überwiegend Theater gespielt und hat als Bariton mit seiner Band gesungen. Seit 1992 ist er im Synchronbereich tätig, wo er bislang mehr als 300 Rollen eingesprochen hat. Seit 2008 arbeitet er auch als Synchronregisseur und -autor.
Nachdem Jörg Hengstler, der seit Anbeginn der Figur Kogoro Mori in der Anime-Serie Detektiv Conan sowie den dazu gehörigen Filmen seine Stimme lieh, 2024 verstarb, wurde Bublies als neue Stimme in Absprache mit dem japanischen Lizenzgeber gecastet. Erstmals ist er im 27. Film Das 1-Million-Dollar-Pentagramm zu hören.

## Synchronisation (Auswahl)

### Filme
- 2010: François-Xavier Demaison als Patrick Chambon in Spurlos
- 2012: Michael Showalter als Michael Showalter in Wanderlust – Der Trip ihres Lebens
- 2013: Takaya Kamikawa als Prinz Ishitsukuri in Die Legende der Prinzessin Kaguya
- 2016: Joseph D. Reitman als Matty in Money Monster
- 2017: Christian McKay als Will in Das Leuchten der Erinnerung
- 2019: Douglas Hodge als Alfred Pennyworth in Joker
- 2019: Henry Thomas als Jack Torrance in Doctor Sleeps Erwachen
- 2021: Andrea Piedimonte Bodini als Ivano Savioni in House of Gucci
- 2024: Rikiya Koyama als Kogoro Mori in Detektiv Conan – Das 1-Million-Dollar-Pentagramm

### Serien
- 2008–2009: Steve Bacic als Miro Da Silva in The Guard
- 2009: Tooru Ookawa als Cummings in Canaan
- 2013–2022: Douglas Henshall als Jimmy Perez in Mord auf Shetland
- 2014–2019: Drew Powell als Butch Gilzean in Gotham
- 2014–2022: Fabio de Caro als Malammore in Gomorrha
- 2016–2022: Christopher Jackson als Chunk Palmer in Bull
- 2017–2021: Beck Bennett als Quack der Bruchpilot in DuckTales
- 2017–2022: Khary Payton als Ezekiel Sutton (2. Stimme) in The Walking Dead
- 2018: Ian James Corlett als Daddy in Ninjago
- seit 2023: Brian Drummond als Lord Ras in Ninjago: Aufstieg der Drachen

## Filmografie (Auswahl)

### Spielfilme
- 2000: Alex 2000, Regie: Ann-Katrin Schaffner
- 2005: Last Minute, Regie: Marina Caba Rall

- 2025: Signale, Regie: Louis Bennies[2]

### Fernsehserien
- 1998: Alarm für Cobra 11 – Die Autobahnpolizei, Regie: Hans Schönherr

- 2002: Ich lass mich scheiden, Regie: Wolfram Hundhammer

## Hörspiele (Auswahl)
- 2021: Ab Folge 1 Kira Kolumna (als Johannes Kolumna), BookBeat & Kiddinx Media
- 2023: WOO-Hoo! / Die Suche nach Atlantis (Hörspiel zur Disney TV-Serie), Walt Disney Records & Audible (DuckTales (2017))